# Juliusz Grużewski
Juliusz Teodor Grużewski, także Julian Grużewski lub Gruszewski (ur. 8 lutego 1808 w Kielmach, zm. 3 listopada 1865 w Paryżu) – obywatel ziemski na Żmudzi, oficer powstania listopadowego (kapitan kawalerii), następnie emigrant.
Urodził się 8 lutego 1808 roku w Kielmach w rodzinie kalwińskiej jako syn generała wojsk polskich Jakuba Grużewskiego (1756–1829) i jego żony Doroty z domu Osten-Sacken. Był bliźniakiem Jarosława, podporucznika 1. pułku krakusów. Kształcony był przez guwernerów. Po śmierci ojca w zajmował się rodzinnym majątkiem.
Po wybuchu powstania listopadowego, nie czekając na dotarcie wojsk polskich na Litwę, zebrał 450 ochotników, głównie kosynierów. 23 marca 1831 r. zdobył z nimi rosyjski garnizon w Rosienach rozpoczynając powstanie na Żmudzi. Wzywał do udziału w walkach, ogłosił utworzenie trzyosobowego Rządu Tymczasowego. Po zorganizowaniu partyzantki w całym powiecie szawelskim przekazał stanowisko naczelnika powstania Ezechielowi Staniewiczowi. Pozostał jednocześnie dowódcą oddziału, z czasem finansując jego istnienie z własnego majątku. Dobrowolnie połączył swój oddział z korpusem Antoniego Giełguda, który przybył na Litwę 6 czerwca. Odsłaniał jego odwrót spod Wilna. Wraz z oddziałem 13 lipca przedostał się na teren Prus. 4 października odznaczony został Krzyżem Złotym Orderu Virtuti Militari (nr 3679). Był internowany w Packemonen i Langallen.
W grudniu 1831 r. udał się na emigrację do Francji, gdzie współzałożył Towarzystwo Litewskie i Ziem Ruskich. W kolejnym roku został członkiem Komitetu Narodowego Polskiego. W 1833 r. przeniósł się do Szwajcarii. W Genewie w 1845 r. wszedł do spółki z Franciszkiem Czapkiem, zajmując się handlem zegarkami. W tym mieście nawiązał znajomość m.in. z rodziną młodej Marii Wodzińskiej oraz bywającym u niej Juliuszem Słowackim. Wraz z Marią, jej matką Teresą Wodzińską, siostrą Józefą, trzema braćmi (Antonim, Feliksem i Kazimierzem), guwernantką obu panien oraz Słowackim wziął udział w sierpniu 1834 r. w długiej, okrężnej wycieczce w Alpy. Zwiedził wówczas m.in. kopalnie soli w Bex, Wielką Przełęcz Świętego Bernarda, po czym przez przełęcz Gemmi dotarł na stronę berneńską, nad jeziora Thun i Brienz. Zobaczył wodospady Giessbach i Staubbach oraz dolinę Grindelwaldu. Wszedł na Faulhorn i Rigi, odwiedził też kaplicę Wilhelma Tella nad jeziorem Urner.
Podczas powstania styczniowego mianowany został agentem Rządu Narodowego w Szwajcarii, organizował zakupy i transporty broni. Po upadku powstania działał w Komitecie Szwajcarsko-Polskim pomagającym kolejnym emigrantom. Zmarł nagle 3 listopada 1865 r. w Paryżu. Pochowany został na tamtejszym Cmentarzu Montmartre w polskim grobie (kw. 8, rz. 2).